# Рыборецкое вепсское сельское поселение
Рыборе́цкое ве́псское се́льское поселе́ние — муниципальное образование в Прионежском районе Республики Карелия Российской Федерации. Центр поселения — посёлок Рыбрека.

## Общие сведения
В 1994—2005 входило в состав Вепсской национальной волости — национального образования северных (прионежских) вепсов в составе Карелии.
Вблизи автомобильной дороги Петрозаводск—Ошта расположено (61º14´40 С. Ш., 35º34´15 В. Д.) месторождение габбродиабазов площадью около 20 га. Камень тёмно-серого (до черноты) цвета, крепкая скальная преимущественно мелкозернистая структура. Ведётся добыча.

## Население
| 2009 | 2010 | 2012 | 2013 | 2014 | 2015 | 2016 |
| ---- | ---- | ---- | ---- | ---- | ---- | ---- |
| 810  | ↘598 | ↘567 | ↘548 | ↗553 | ↘526 | →526 |
| 2017 | 2018 | 2019 | 2020 | 2021 | 2023 |      |
| ↘512 | ↘461 | ↘449 | ↘434 | ↗569 | ↘551 |      |

.
Национальный состав населения: русские — 50 %; вепсы — 35 %; татары — 10 %; другие — 5 %.

## Населённые пункты
В сельское поселение входят 3 населённых пунктов:
| № | Населённый пункт           | Тип населённого пункта | Население |
| - | -------------------------- | ---------------------- | --------- |
| 1 | Другая Река (вепс. Toižeg) | деревня                | ↘89       |
| 2 | Каскесручей (вепс. Kaskez) | деревня                | ↘32       |
| 3 | Рыбрека (вепс. Kal’eig)    | село                   | ↘427      |